# Möllenkotten

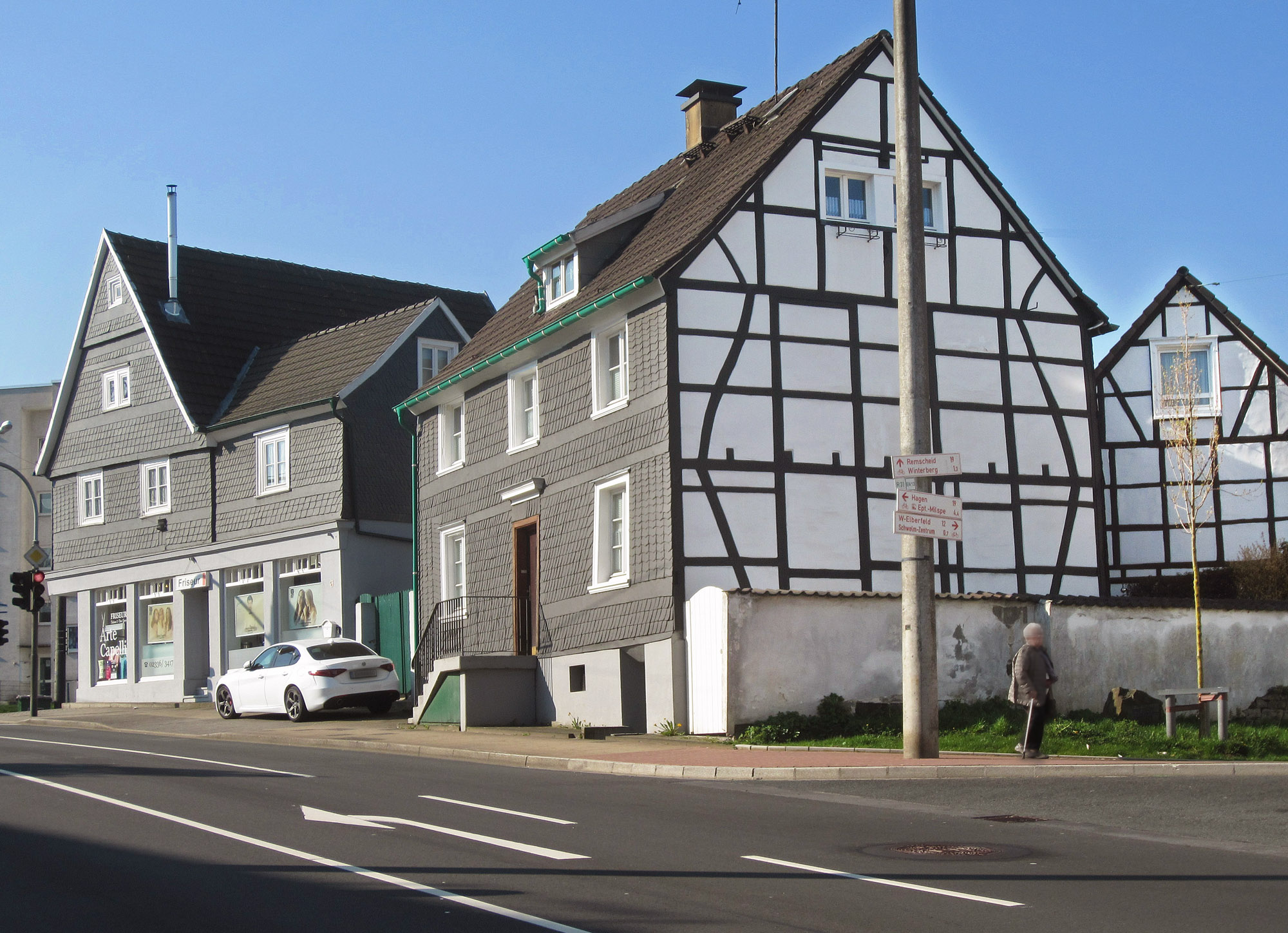
Denkmalgeschützte Häuser an der historischen Straßenkreuzung in Möllenkotten (Möllenkotter Straße/Hauptstraße)

Möllenkotten ist ein Ortsteil der Stadt Schwelm (Ennepe-Ruhr-Kreis, Nordrhein-Westfalen), eingegliedert in das Stadtgebiet seit 1879. Im Mittelalter eine ländliche Hofgruppe mit Herrenhof und umliegenden Unterhöfen, erweiterte sich Möllenkotten später zu einem Straßendorf am Kreuzungspunkt zweier bedeutender Fernwege (heute gespiegelt im nahen Autobahnkreuz Wuppertal-Nord). Durch Ansiedlung vor allem von Eisengewerbe ab dem 18. Jahrhundert wechselte Möllenkotten von agrarischer zu kleingewerblicher, später industrieller Ausrichtung und wuchs im 19. Jahrhundert räumlich mit dem benachbarten Schwelm zusammen. Als Teil der historischen Bauerschaft bzw. Landgemeinde Schwelm wurde Möllenkotten 1879 mit dieser gemeinsam nach Schwelm eingemeindet.

## Lage

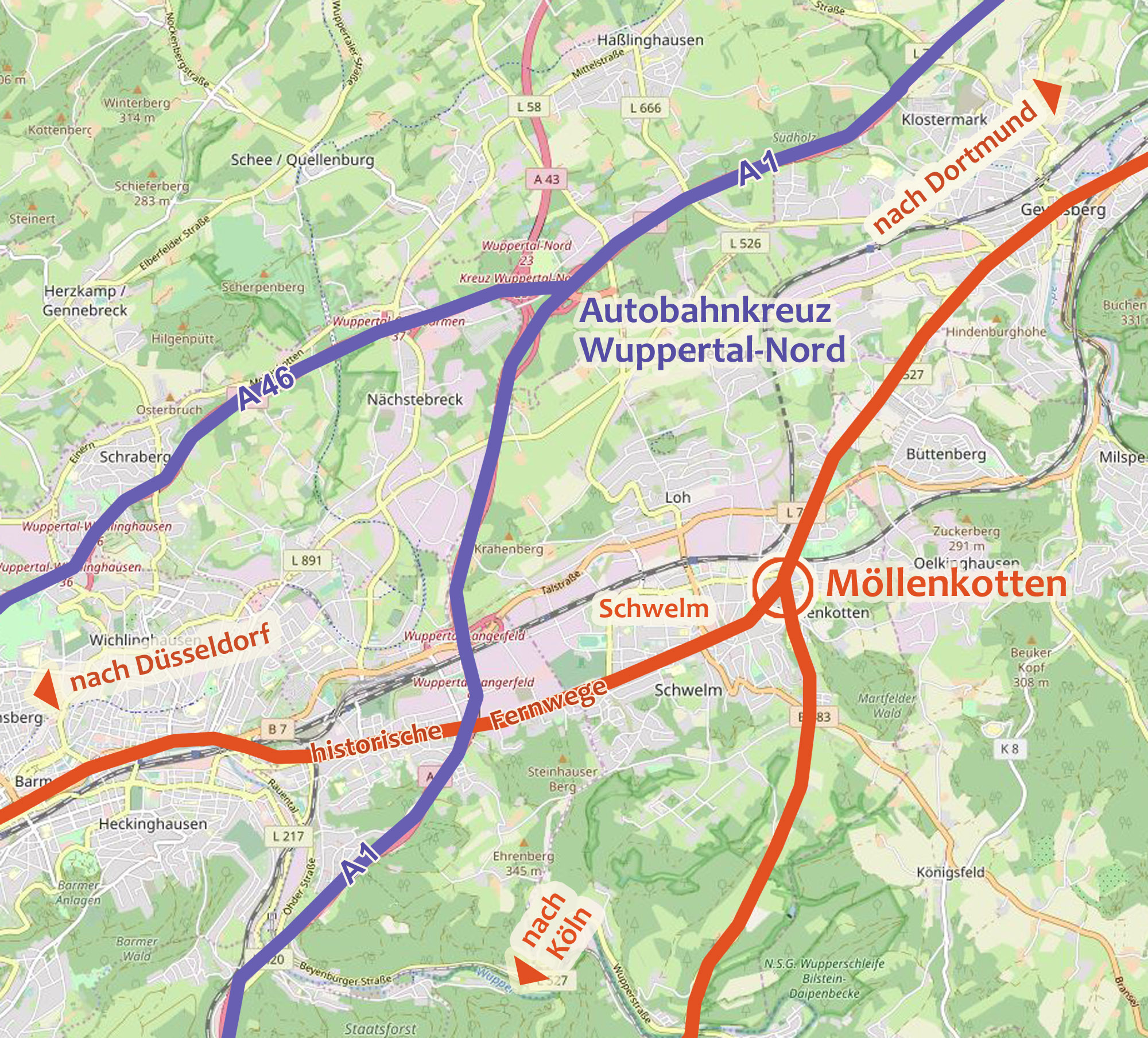
Möllenkotten am Kreuzungspunkt historischer Fernwege (rot), diese gespiegelt im heutigen Wegesystem (blau)

Möllenkotten liegt am östlichen Rand des Schwelmer Stadtgebiets und am östlichen Rand des Schwelmer Tals. In kleinräumiger Muldenlage (230 m ü. NN), ist der Ort dreiseitig von Berghängen umgeben. Südwärts schließt sich der Schwelmer Winterberg an (350 m ü. NN), ost- und nordostwärts der Höhenzug des Schwelmer Talrands (260 bis 360 m ü. NN). Letzterer ist auch Wasserscheide zwischen Schwelme/Wupper und Ennepe/Ruhr. Südwestwärts steigt das Gelände leicht in Richtung des historischen Ortskerns von Schwelm an, dieser gelegen in etwa 800 m Entfernung.
Oberhalb Möllenkottens entspringt am Hang des Winterbergs der Bach der Schwelme. Sie umfließt den Ort östlich und nördlich und wendet dabei ihre Richtung auf die Schwelmer Talsohle und entfernte Wupper zu. Ab dem Möllenkotter Ortsausgang (Kreuzung Hauptstraße-Hagener Straße) wird der Bach überwiegend unterirdisch verrohrt durch das weitere Stadtgebiet geführt.
Historischer Mittelpunkt des Dorfs Möllenkotten ist die heutige Straßenkreuzung Hauptstraße-Möllenkotter Straße. Etwas unterhalb der Kreuzung am nördlichen Dorfausgang lag der einstige Herrenhof Möllenkotten, heute am Ort von Hauptstraße 134 und 136. Hof und Dorf waren von einer zugehörigen Flur Möllenkotten umgeben, deren Grenzen nach dem Urkataster von 1828 annähernd gezogen wurden von
- auf Westseite der heutigen Winterberger Straße (B 483) ab Ennepetaler Stadtgrenze nordwärts bis zur Drosselstraße, dann Grothestraße, Schonenfeld, nordwärts entlang Bach Fossbecke über Kreuzung Westfalendamm-Ländchenweg bis Hauptstraße/gegenüber Markgrafenstraße, nordwärts Hauptstraße, Brunnenstraße bis Stadtgrenze Ennepetal
- auf Ostseite dem Verlauf der heutigen Schwelmer Stadtgrenze zu Ennepetal (ab Ende Milsper Straße südwärts über Kreuzung Hagelsiepen-Hagener Straße, weiter parallel zur Königsfelder Straße bis an die Winterberger Straße).[1]

Innerhalb der Möllenkotter Flur und in Benachbarung des einstigen Dorfs liegt Haus Martfeld, ein ehemaliges Rittergut, heute denkmalgeschützte Kulturstätte Schwelms mit Heimatmuseum und Stadtarchiv. Südöstlich an Möllenkotten angrenzend liegt das Ausflugsgebiet „Schwelmer Wald“ am Hang des Winterbergs, darin eingeschlossen die Schwelme-Quelle.

## Geschichte

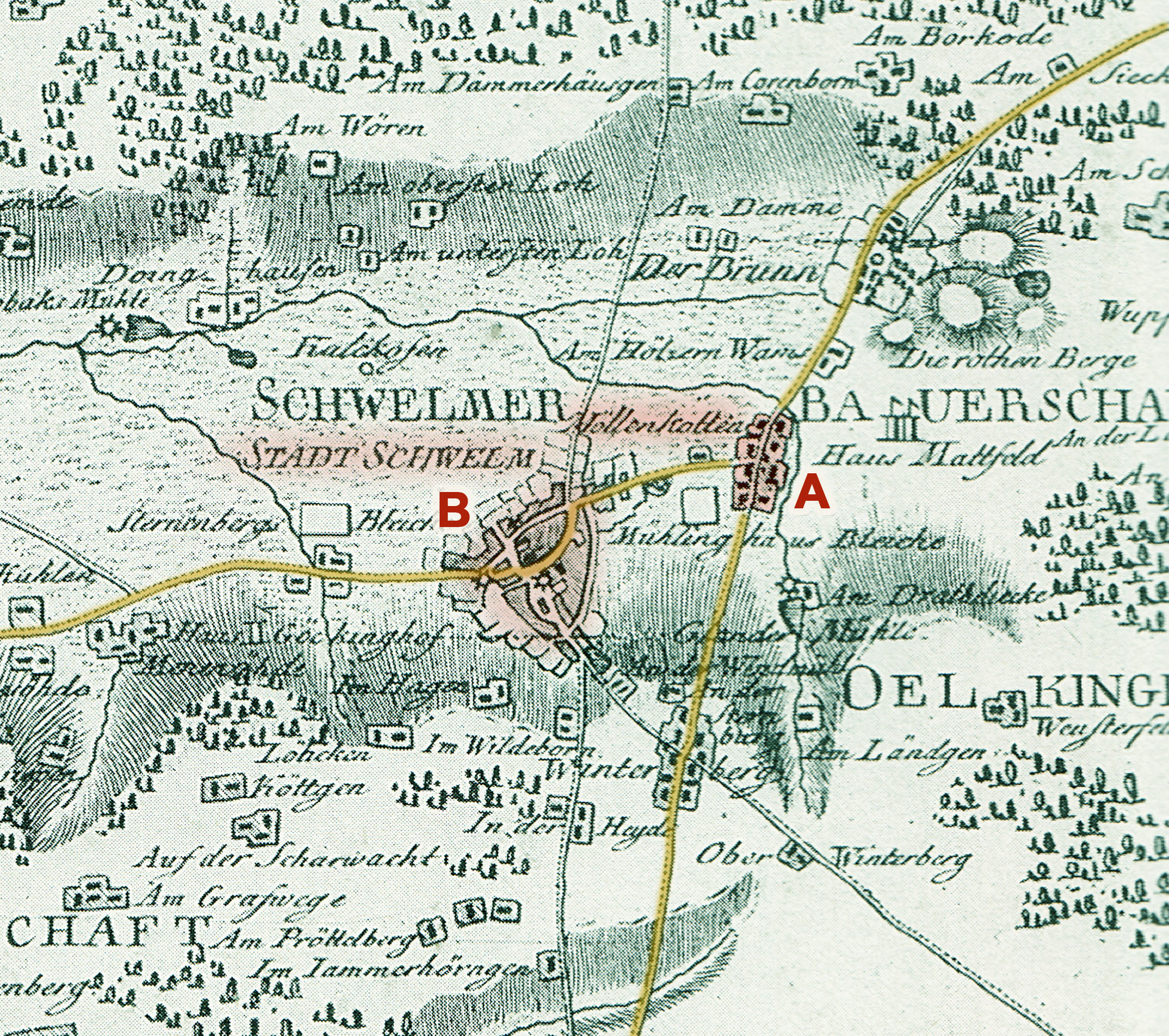
Möllenkotten (A) und Schwelm (B) mit Lage an den alten Fernstraßen (gelb markiert). Karte 1788 von Friedr. Christoph Müller

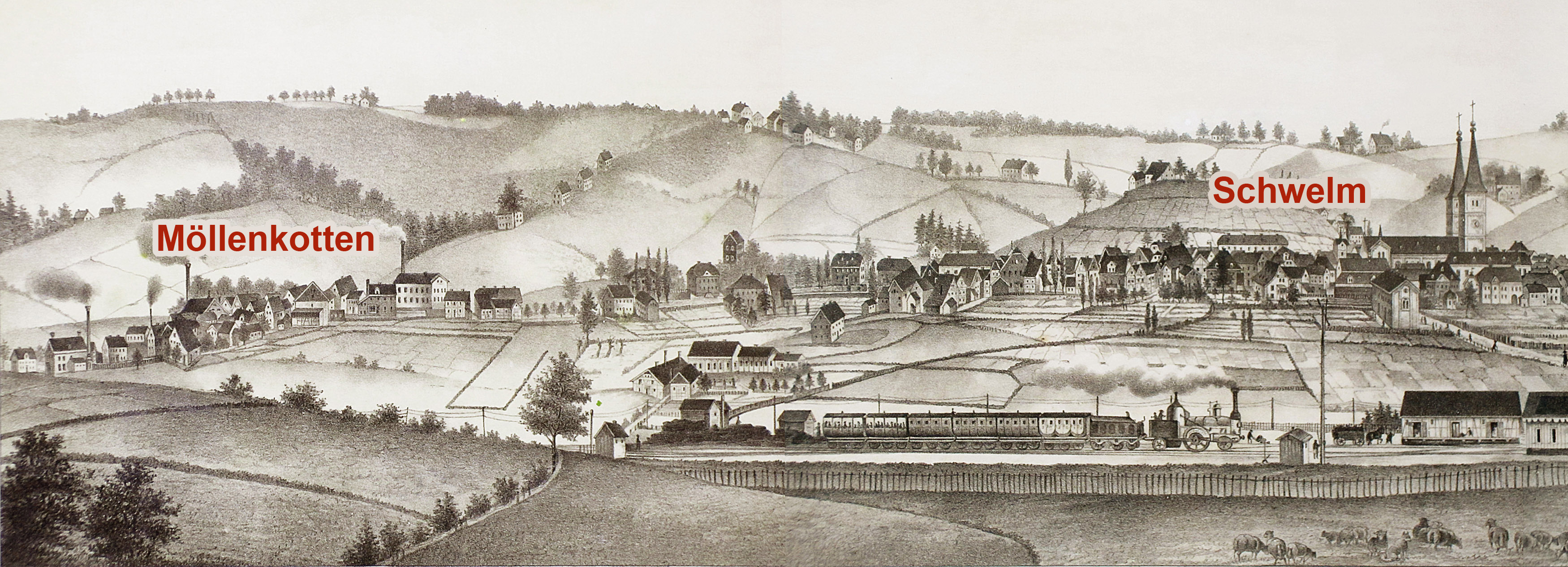
Möllenkotten und Schwelm zur Zeit beginnender Industrialisierung 1861 im Schwelmer Tal. In Möllenkotten rauchen bereits Schlote von mehreren Fabriken mit Dampfbetrieb.

Früheste bekannte Nennung fand Möllenkotten im 13. Jahrhundert als ein Herrenhof im Besitz der Grafen von Berg. Mittelalterliche Urkunden bezeichneten den Hof als „Mulenkotten“ oder „Moilenkotten“. Vermuteter Namensursprung ist ein frühes Gehöft oder eine ländliche Werkstätte („Kotten“) in gegebener Mulden-Lage, niederdeutsch artikuliert zu „Molen-Kotten“ oder „Mollenkotten“. Eine andere Ableitung wird „Mühlen-Kotten“ zugeschrieben, mit denkbarem Bezug zu einer einst dokumentierten Wassermühle am obersten Bachlauf der Schwelme.

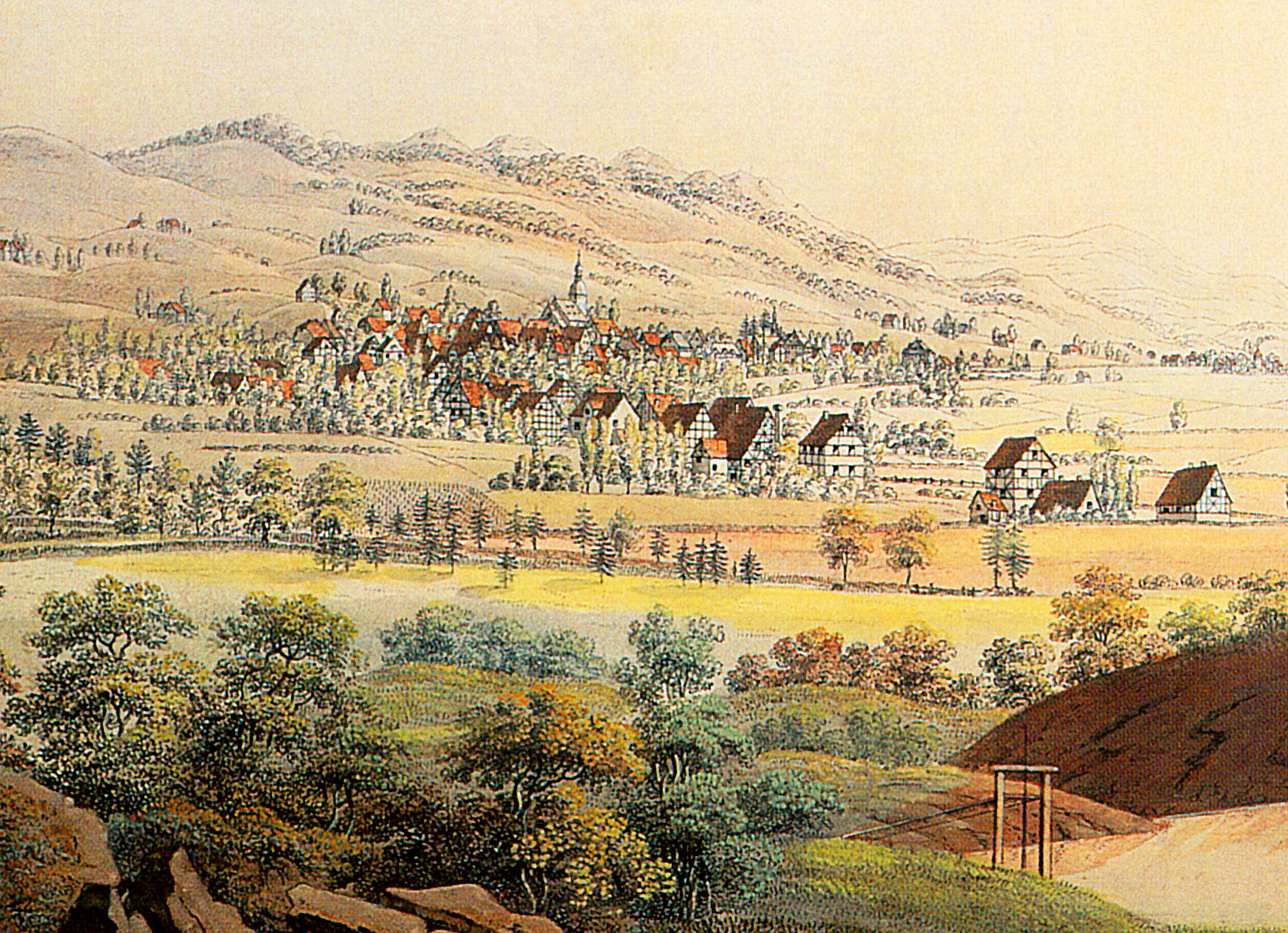
Blick über das Schwelmer Tal im frühen 19. Jahrhundert, Möllenkotten mittig vorn, dahinter Schwelm.

Der Herrenhof Möllenkotten wuchs zu Bedeutung als ein sogenannter Oberhof mit zahlreichen angeschlossenen Unterhöfen in der unmittelbaren und weiteren Umgebung (28 verbundene Hofesgüter im Jahr 1466, davon 5 am Ort „Möllenkotten“). Die Hofgruppe stellte für Ritter und Adel der Region ein lukratives Besitz-, Pfand- und Verhandlungsobjekt dar, insbesondere mit Blick auf deren Lage im lange umkämpften bergisch-märkischen Grenzgebiet. Hof Möllenkotten wechselte 1397 aus dem Besitz des Herzogs von Berg in den des Grafen von der Mark, bald darauf zurück in bergischen Besitz. Zu späterer Zeit sind Verpfändungen an den Grafen von Waldeck (1505) und den Grafen zur Lippe (1597) belegt. Seit dem 15. Jahrhundert findet man Hof Möllenkotten als Exklave dem bergischen Amt Beyenburg zugeordnet.
Die Bedeutung des Hofs Möllenkotten verband sich mit seiner Lage an der Kreuzung zweier wichtiger alter Handels- und Heerstraßen. Von Süden führte der Fernweg von Paris und Köln heran, von Westen der aus Belgien und Düsseldorf. Beide schnitten sich in Möllenkotten und leiteten vereint weiter nach Nordosten in Richtung Dortmund und östliches Preußen. Die Ursprünge beider Straßen werden bis in die Zeit der römisch-germanischen Kriege zurückdatiert. Noch heute bilden die Verläufe der Autobahnen 1 und 46 mit dem nahegelegenen Autobahnkreuz Wuppertal-Nord das historische Wegedreieck ab.
Die Kreuzungslage begünstigte das Entstehen eines Dorfes in Benachbarung zum Oberhof. Eine Urkunde von 1671 beschreibt Hof Möllenkotten als gelegen „im Dorff Möllenkotten uff der Landstraß“. Das Dorf gleichen Namens wuchs als typische Straßensiedlung mit Häuserreihen entlang der Kreuzungsränder. Vom historischen Baubestand zeugen noch heute zwei denkmalgeschützte Wohnhäuser unmittelbar im Kreuzungsbereich (Möllenkotter Straße 2 und 4, vgl. Foto oben). Das Straßendorf richtete sich wirtschaftlich auf den Verkehrs- und Reisebetrieb am Kreuzungspunkt aus und wies zahlreiche Wirtshäuser auf, ferner Fuhrgeschäfte, Hufschmiede, Radmacher, Roßhändler, Sattler, Schuster und Bäcker.
Der Hof Möllenkotten wechselte zu späterer Zeit zum Namen „Schultenhof“, Bezug nehmend auf das Amt des Schulten oder Bauernrichters. Dieses Amt oblag dem jeweiligen Pächter und Bewohner des Hofes. Über viele Generationen stellte eine Familie Langewiesche den Schulten auf Möllenkotten (vgl. unten). Im frühen 19. Jahrhundert übernahm diese Familie den Hof in eigenen Besitz, bevor er 1888 verkauft und bald darauf abgerissen wurde.

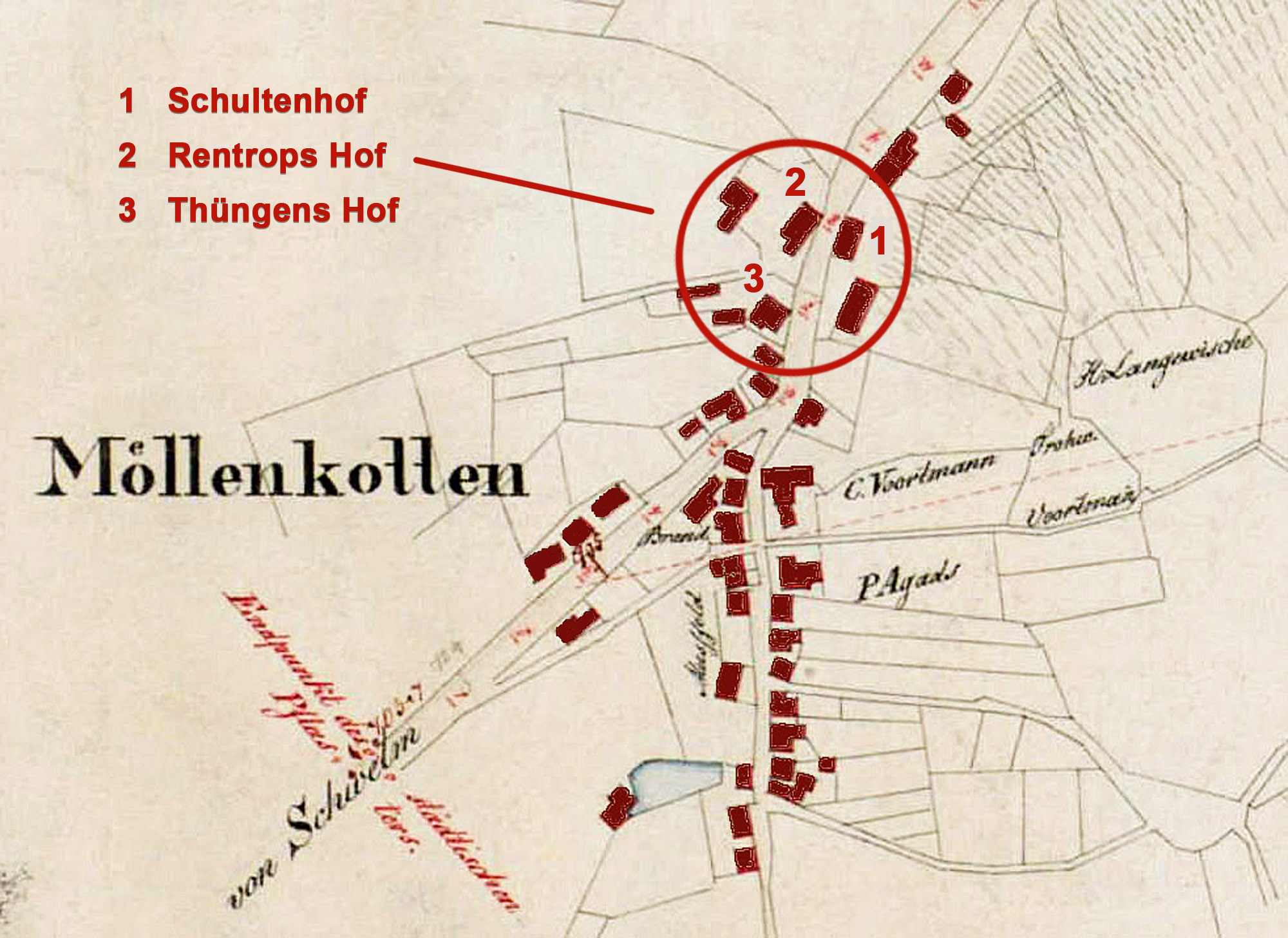
Das Straßendorf Möllenkotten 1831 mit drei bedeutenden Höfen am nördlichen Dorfausgang

Dem Schultenhof benachbart lagen zwei weitere alte Höfe am nördlichen Möllenkotter Dorfausgang (heute Kreuzung Hauptstraße-Kaiserstraße). Ihre Bezeichnungen des 19. Jahrhunderts waren „Rentrops Hof“ und „Thüngens Hof“ (letzteres Gebäude heute Hauptstraße 153). Das von den Höfen gebildete Dreieck um die alte Landstraße bildete den Mittelpunkt des Möllenkotter Dorflebens. Hier pflegten fernfahrende Händler mit ihren Kutschen Station zu machen und am Wegedreieck Transportware nach Köln, Düsseldorf oder Dortmund aufzunehmen. Der Schultenhof war auch ein traditionsreicher Gasthof für Fernreisende.
Die umgebende Flur des Dorfs war noch bis zur Mitte des 19. Jahrhunderts landwirtschaftlich geprägt und dünn besiedelt. Besucher beschrieben die Gegend als äußerst angenehm, aus „Kornland, Weyden und Wiesen“ bestehend und mit einem weiten Blick über das Schwelmer Tal. Der touristische Reiz lockte in Zeiten beginnender Verstädterung und Industrialisierung im 18. und 19. Jahrhundert regelmäßig Ströme von Erholungssuchenden aus dem benachbarten Wuppertal herbei. Besondere touristische Anziehungspunkte der nahen Umgebung waren der Schwelmer Gesundbrunnen, die Bergwerkshalden der „Roten Berge“ (als Aussichtspunkt) sowie das benachbarte Tal der Heilenbecke mit seinem frühindustriellen Panorama dicht gereihter Hammerwerke.
Verwaltungstechnisch war Möllenkotten der historisch gewachsenen Bauerschaft Schwelm zugeordnet. Sie umfasste die Dörfer und ländlichen Anwesen rings um die Stadt herum auf einer Fläche von etwa 15 km² (1880). Das größte Dorf bildete Möllenkotten mit 455 Einwohnern im Jahr 1818. Die Bauerschaft war mit eigener Verwaltung und eigener (bäuerlicher) Rechtsprechung versehen, zugleich dem Gericht und der Finanzbehörde (Rezeptur) Schwelm zugeordnet. Auch kirchlich gliederte sie sich Schwelm an. In Folge der napoleonischen Kommunalreformen ab Beginn des 19. Jahrhunderts wurde die Bauerschaft zur „Gemeinde Schwelm-Land“ umgewidmet und einer entstandenen Bürgermeisterei Schwelm hinzugegeben (ab 1844: „Amt Schwelm“).
Ein Wechsel von landwirtschaftlicher zu kleingewerblicher und frühindustrieller Ausrichtung setzte in Möllenkotten im 18. Jahrhundert ein und war beeinflusst von der Grenzlage zwischen zwei historisch gewachsenen Industrielandschaften. Östlich von Möllenkotten hatte sich seit dem frühen 18. Jahrhundert Eisenindustrie in den engen Bachtälern von Rahlenbecke, Kahlenbecke, Heilenbecke und Ennepe angesiedelt, einen Vorteil reichlich vorhandener Wasserkraft nutzend. Hammerwerke und Schleifkotten ließen eiserne Roh- und Halbfertigprodukte entstehen, die ihren Weg über die Anhöhe nach Möllenkotten fanden und dort in kleinen Schmieden und Werkstätten weiterverarbeitet wurden. Möllenkotter Reidemeister vertrieben die Fertigwaren auf entfernte Märkte und bis ins Ausland, vom Standortvorteil der guten Verkehrsanbindung profitierend.
Von der anderen, westlichen Seite reichte bis nach Möllenkotten die vorherrschende Gewerbelandschaft des Wuppertaler Raums. Hier hatte seit Anfang des 18. Jahrhunderts frühe Textilindustrie mit Bleichereien, Webereien und Bandwirkereien entlang des Wupperlaufs starken Aufschwung genommen. Dieser Industriezweig dehnte sich noch bis in das angrenzende Schwelmer Tal aus und sorgte in Möllenkotten für die Ansiedlung einer Bleiche am Bach Fossbecke (nördlich Esperantoweg), daran angeschlossen auch einer Leinenbandweberei (dokumentiert 1738) in der Organisationsform des Verlagssystems.
Im 19. Jahrhundert setzte sich zunehmend die Eisenindustrie im Schwelmer Tal durch, von Osten her und in Möllenkotten zur Jahrhundertmitte beginnend, später nach Schwelm vordringend. Eine mit Dampfkraft arbeitende Fabrik für Modewaaren „August Müller & Co.“ produzierte ab 1857 in Möllenkotten insbesondere Reifröcke, noch sinnfällig Textil und Eisen in einem einzigen Produkt kombinierend. Andere Fabriken am Ort nahmen zur gleichen Zeit die Produktion von eisernen Schrauben („Falkenroth & Kleine“, 1857) sowie Draht und Nägeln („Wilhelm Schmidt“, 1858) auf. Dagegen kam im benachbarten Schwelm die Eisenindustrie erst ab 1886 mit dem „Schwelmer Eisenwerk Müller & Co.“ zu Aufschwung, einer weiteren Gründung des Möllenkotter Fabrikanten August Müller.
Möllenkotten und Schwelm wuchsen im 19. Jahrhundert räumlich vor allem über die verbindende Chaussee (heutige Hauptstraße) und eine sich verdichtende Bebauung entlang deren Ränder zusammen. Der einstige Heerweg von Düsseldorf und Elberfeld über Schwelm und Möllenkotten in Richtung Dortmund war im Schwelmer Abschnitt zwischen 1788 und 1792 zur Chaussee oder sgn. Kunststraße ausgebaut worden. Nachfolgend entstanden zu beiden Seiten einige der vornehmsten Wohnhäuser stadtbekannter Schwelmer Familien (Castringius/Bever-Mohr Nr. 100, Springorum Nr. 104, Hülsenbeck/Braselmann Nr. 109, Falkenroth Nr. 114, Kleine Nr. 116 – sämtliche Häuser heute denkmalgeschützt).
1878/79 vereinte sich die Stadt mit der umgebenden Landgemeinde Schwelm, darin einbegriffen das Dorf Möllenkotten. Das Stadtgebiet erweiterte sich von etwa 2 km² auf 17 km², bei neuer Einwohnerzahl von 12 227 Einwohnern (1880). Das gewachsene Gewicht der Stadt führte 1887 zum Ausscheiden Schwelms aus dem Kreis Hagen und zur Selbständigwerdung als Kreisstadt im neuentstehenden Kreis Schwelm (ab 1929 Ennepe-Ruhr-Kreis).
Die eigenständige Identität Möllenkottens pflegt seit 1936 der Verein „Nachbarschaft Möllenkotten“ fort. Zusammen mit 12 weiteren „Nachbarschaften“ Schwelms engagiert sich der Verein vor allem bei der Gestaltung des jährlichen Heimatfestes der Stadt.
| Jahr | Einwohner | Wohn- gebäude | Kategorie              | Politische / kirchliche Zugehörigkeit                                                                                      |
| ---- | --------- | ------------- | ---------------------- | --- |
| 1818 | 455       |               |                        | Bauerschaft (Landgemeinde) Schwelm                                                                                         |
| 1822 | 352       |               | Dorf und Gesundbrunnen | Amt Schwelm |
| 1838 | 602       | 47            | Dorf, Schule, Ziegelei | Schulbezirk Möllenkotten in der Bauerschaft (Landgemeinde) Schwelm / luth. und ref. Gemeinde Schwelm, kath. Dekanat Bochum |
| 1871 | 1.067     | 56            | Colonie                | Landgemeinde Schwelm im Amt Schwelm                                                                                        |

## Persönlichkeiten / Familien
Langewiesches auf dem Schultenhof

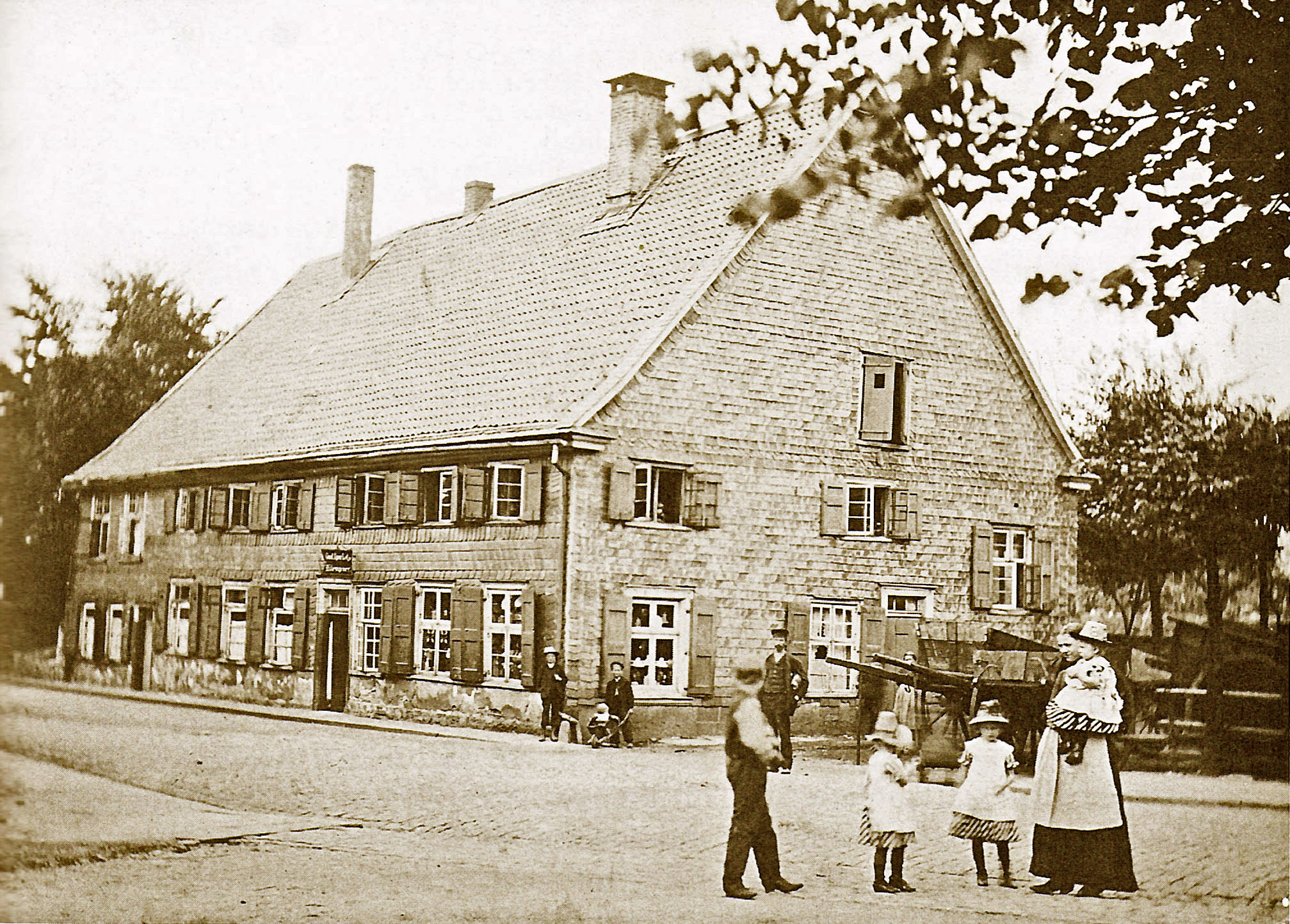
Der Schultenhof um 1890, Stammsitz von Familie Langewiesche

Über zahlreiche Generationen und mindestens seit dem 17. Jahrhundert bewohnte Familie Langewiesche als Pächter den Schultenhof und hatte auch das Amt des Schulten inne. Letzter Schulte am Hof war Johann Arnold Langewiesche (1750–1815). Eine Darstellung seiner Person ist dank der „Chronik der Familie Langewiesche“ (1898) erhalten, von Enkelin Luise Lauffs geb. Langewiesche (* 1825) verfasst. Sie beschreibt den Schulten als rechtschaffenen und geachteten Mann, der auch als Gastwirt am Möllenkotter Wegekreuz bekannt war. Er übernahm Anfang des 19. Jahrhunderts den Hof in seinen eigenen Besitz. Die Familie blieb noch bis über die 19. Jahrhundertmitte hinaus auf dem Hof ansässig.
Mit dem Ehrenamt des Schulten verbunden, entwickelten Langewiesches über Generationen an ihrem Hof eine gewisse Bildungskultur, aus der zu späterer Zeit noch eine Dynastie von Buchhändlern, Verlegern und Literaten hervorgehen sollte. Der in Möllenkotten geborene Wilhelm Langewiesche (1807–1884) wurde Buchhändler und Verleger in Barmen. Sein Sohn Wilhelm Robert Langewiesche führte denselben Beruf in Rheydt fort. Dessen Sohn Karl Robert Langewiesche (1874–1931) gründete in Düsseldorf den Verlag Langewiesche, sein Bruder Wilhelm Langewiesche (1866–1934) den Verlag Langewiesche-Brandt. Tochter des letzteren war Schriftstellerin Marianne Langewiesche (1908–1979).
Brands auf „Rentrops Hof“

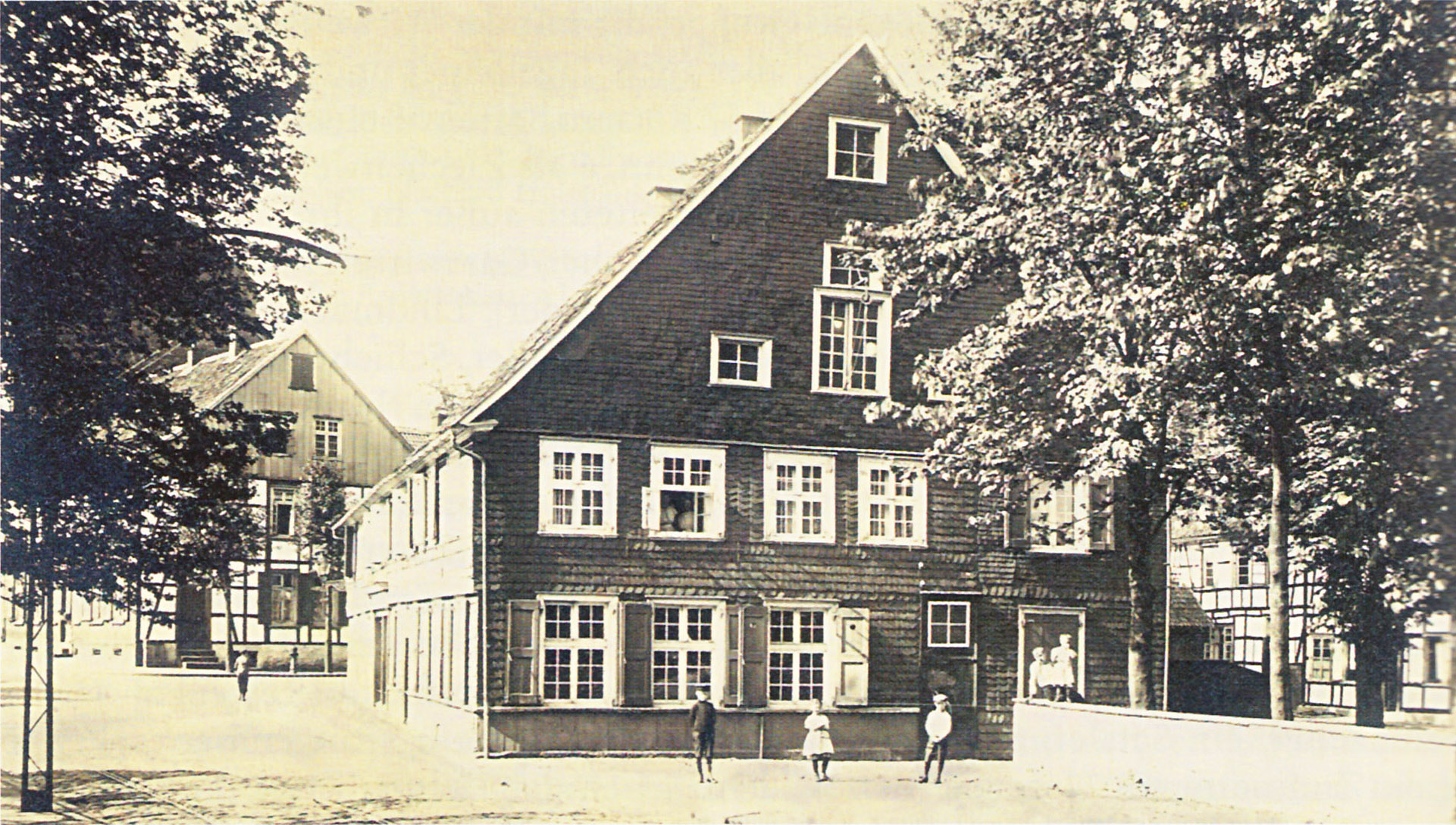
„Rentrops Hof“ um 1910, einst Sitz der Reidemeisterfamilie Brand

Familie Brand bewohnte im 18. Jahrhundert als wohlhabende Reidemeister einen ortsprägenden Hof in Möllenkotten, der zu späterer Zeit als „Rentrops Hof“ bekannt wurde. Den Reichtum der Familie begründete Arnold Brand (1680–1728), ein 1707 aus Remscheid zugewanderter Rohstahlschmied. Er richtete Hammerwerke, Schmieden und Schleifkotten in den Tälern von Rahlenbecke, Heilenbecke und Ennepe ein und heiratete die Möllenkotterin Anna Catharina Sophia Märker (1684–1768). Sie erbte den genannten Hof und lebte nach dem Tod ihres Mannes in Möllenkotten als Reidemeisterin fort. 1738 zählte sie zu den wohlhabendsten Einwohnern in der Landgemeinde Schwelm.
In nachfolgender Generation bewohnte Sohn Heinrich Ambrosius Brand (1714–1780) als Reidemeister den Hof und unterhielt Hammerwerke an Heilenbecke und Ennepe. Er bekleidete die Ehrenämter des Kirchmeisters und Provisors für die Kirchengemeinde zu Schwelm. Sein Sohn Arnold Brand (* 1746) vertrieb gleichfalls als Reidemeister Möllenkotter Eisenwaren bis nach Frankreich und in die Niederlande. Seine Rohstahlwerke zählten 1804 zu den bedeutendsten in der Grafschaft Mark.
Der Hof ging durch Vererbung von den Brands weiter an die Familien Braselmann, Burbach und schließlich Rentrop. Er wurde 1962 abgerissen (heute westlicher Kreuzungsbereich Kaiserstraße-Hauptstraße).
August Müller und Albano Müller

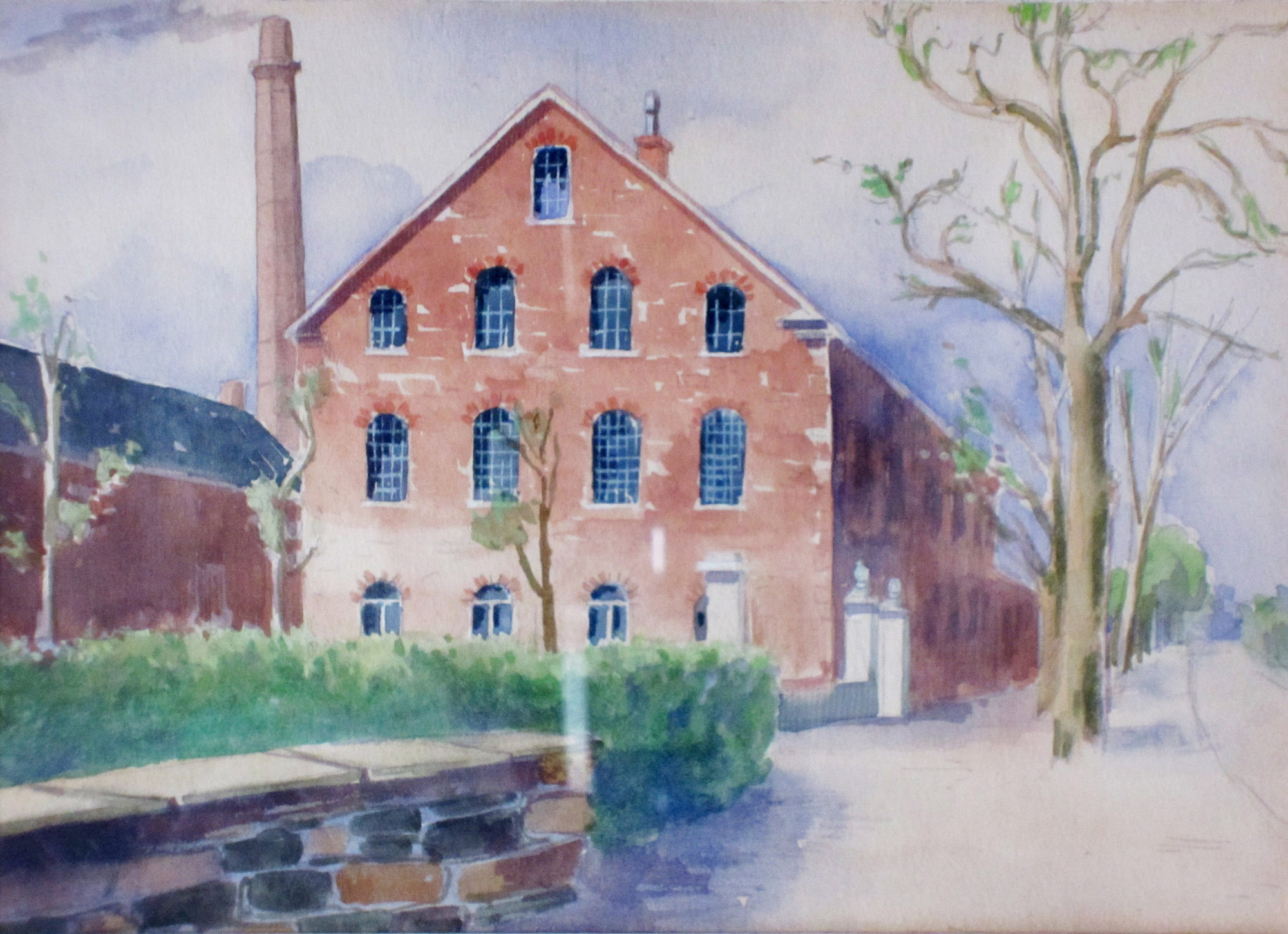
„August Müller & Co.“, erbaut 1857 (heute Hauptstraße 159/161)

August Müller (1817–1896) wanderte um 1840 aus Moers nach Möllenkotten ein und gründete zwei Firmen, die für den Ortsteil und später für die Stadt Schwelm prägend wurden. 1842 entstand „August Müller & Co.“ als Fabrik für Novitäten und Modewaren, 1886 das Schwelmer Eisenwerk Müller & Co. für eine Produktion von Maschinen und Fässern.
Das Eisenwerk übernahm 1890 der jüngste Sohn Albano Müller (1866–1946). Er entwickelte es mit technischer Pionierleistung über die folgenden vier Jahrzehnte zu einem Großunternehmen von über 2000 Mitarbeitern und zeitweiliger Marktführerschaft in den Produktlinien von Fässern, Tanks, Tanksäulen und Tankwagen.
Wilhelm Heute
Als gebürtiger Möllenkotter verfasste Wilhelm Heute (1883–1935) unter dem Pseudonym „Wilhelm van Dage“ vergnügliche Heimatgeschichten aus der Zeit des späten 19. Jahrhunderts.